# Cavour-Lösung
Der Begriff Cavour-Lösung ist ein fachwissenschaftlicher Terminus, der seinen Ursprung in dem von Camillo Benso von Cavour im 19. Jahrhundert verkörperten Weg hat, Italien „von oben“, liberal, autoritär und pragmatisch zu einer Einheit zu formen. Allerdings entstand der Begriff nicht im Umfeld der Forschung zur italienischen Nationalstaatswerdung. Der Begriff wurde von Thomas Nipperdey als forschungssprachliches Gegenstück zur Garibaldi-Lösung/Garibaldi-Einigung abgeleitet, um damit Strömungen in anderen Nationalstaatswerdungsprozessen im Völkerfrühling und speziell in der deutschen Nationalstaatswerdung zu kennzeichnen.

## Elemente einer sogenannten Cavour-Lösung
Als Elemente der Cavour-Lösung gelten eine Nationalstaatswerdung von oben unter der Führung eines (monarchischen) Teilstaates (im Falle Italiens ist dies Piemont-Sardinien, im Falle Deutschlands Preußen), gelenkt von einem monarchistischen Staatsmann („Weißer Revolutionär“, im Falle Italiens Cavour, im Falle Deutschlands Bismarck), der mit Hilfe von „Einigungskriegen“ das Aufgehen des von ihm repräsentierten Teilstaates in einen neuen Gesamtstaat erreicht.

## Vorgeschichte
Nachdem die Revolutionen von 1848/49 gescheitert waren, wurde Turin zur Hauptstadt von Sardinien-Piemont. Es wurde mehr und mehr Zentrum des Risorgimento. Als Cavour Ministerpräsident wurde, änderte sich die Strategie. Durch die Vorkommnisse während und nach der Revolution von 1848/49 war die Überzeugung entstanden, dass Italien nicht aus eigener Kraft zu einer Einheit werden könne. Durch das Scheitern der Revolution war die demokratische Bewegung, die bis dahin lange Zeit prägende Kraft des Risorgimento war, entscheidend geschwächt worden. Also wurden die als notwendig angesehenen Bündnisse geschlossen, um den italienischen Nationalstaat auf konservativem Wege durchzusetzen.

## Weg zur Cavour-Lösung
Als 1848 die Revolutionen scheiterten, entschied sich Cavour, seinen Idealismus für die Realpolitik aufzugeben und seine liberalen Bestrebungen zu verändern. Er ging davon aus, dass eine starke Herrschaft sich durchsetzen könne, selbst wenn es Revolutionen nicht schaffen, Italien zu vereinen. In den ersten beiden Regierungsämtern, die er ausübte, erstrebte er immer, Sardinien zu stärken. Erhebungen gegen die Vorherrschaft der spanischen Bourbonen im Königreich beider Sizilien
und gegen die der habsburgischen Österreicher in Nord- und Mittelitalien weiteten sich zu Revolutionen und Kriegen aus. Diese führten dazu, dass sich unter der Führung von Sardinien-Piemont 1861 die italienische Einheit „von oben“ – als konstitutionelle Monarchie mit erblichem Königsthron des Hauses Savoyen  durchsetzen konnte. Der vorläufige Abschluss der territorialen Staatsbildung erfolgte 1870 nach der Einnahme Roms bzw. des nach 1860 mit Latium noch verbliebenen Kirchenstaats durch italienische Truppen.

## Umsetzung
Die Territorien des aktuellen italienischen Staatsgebietes wurden jedoch nicht von dem neuen Königreich Italien umfasst. Es wurde Stück für Stück erweitert und bildete sein Zentrum im Königreich Piemont-Sardinien. Neu aufgestellt wurden das Gerichtswesen, die Bürokratie und die Armee von Cavour. Er sorgte zudem dafür, dass Sardinien zu einem der modernsten Staaten seiner Zeit wurde. Dies gelang durch sein erfolgreiches Bestreben, die Industrie zu fördern, und durch den Bau von Eisenbahnlinien und Fabriken. Bis auf Venetien und Rom war Italien nach Cavours Vorstellung vollständig vereint. Somit konnte er seine territorialen Ziele umsetzen. Zwei Monate später verstarb Cavour an einem Schlaganfall, doch sein Wunsch von einem geeinten Italien war zum Greifen nah.